# Apiculus (teliospore)
De apiculus (meervoud apiculi) of hilarappendix (meervoud hilarappendices) van een teliospore of basidiospore is de spits op het uiteinde van de teliospore of de basis van de basidiospore. De basidiospore zit vast aan het sterigma.
De aanwezigheid ervan wordt gebruikt voor determinatie van roestschimmels en basidiomyceten.

## Foto's

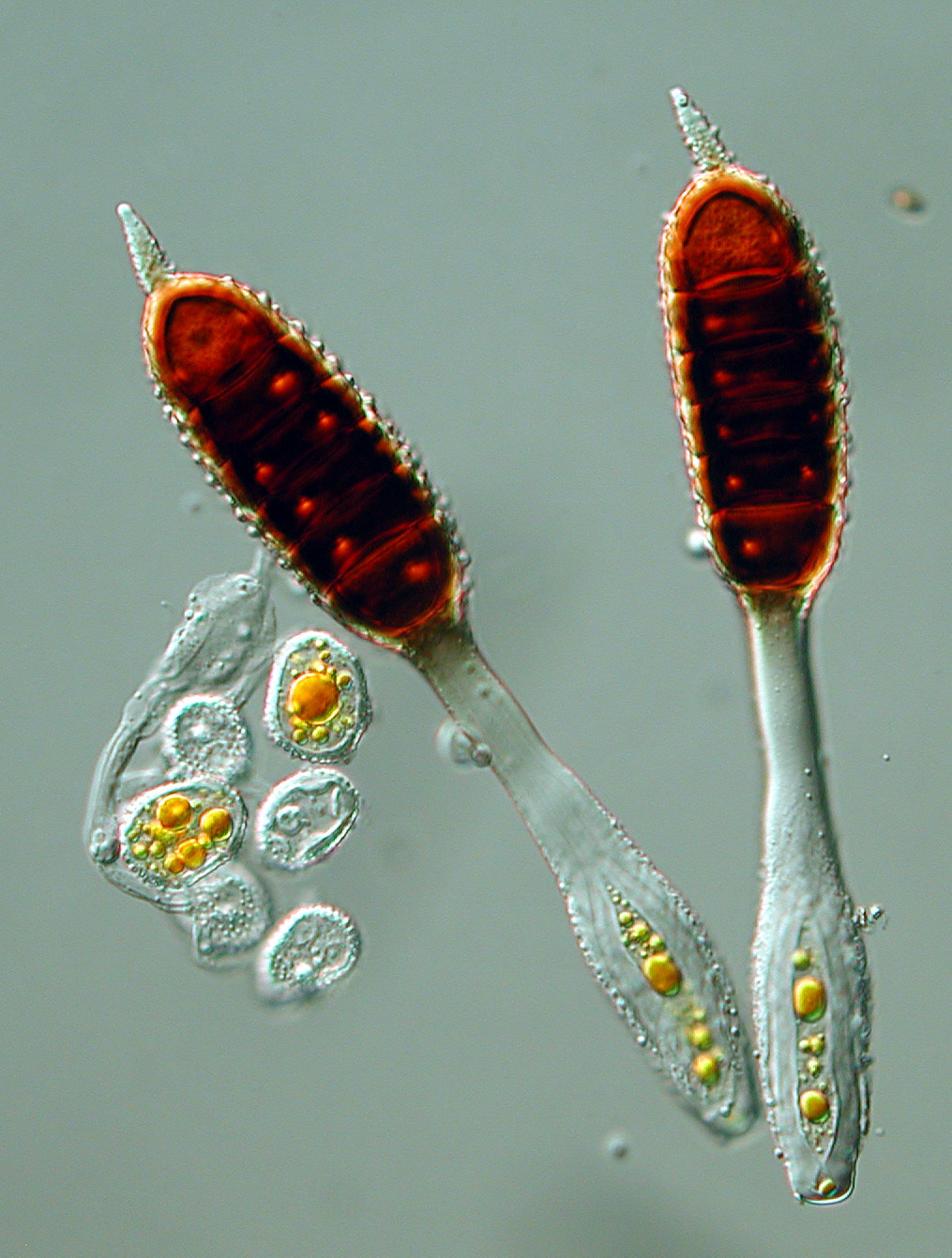
Apiculus van grofwrattige papilroosroest
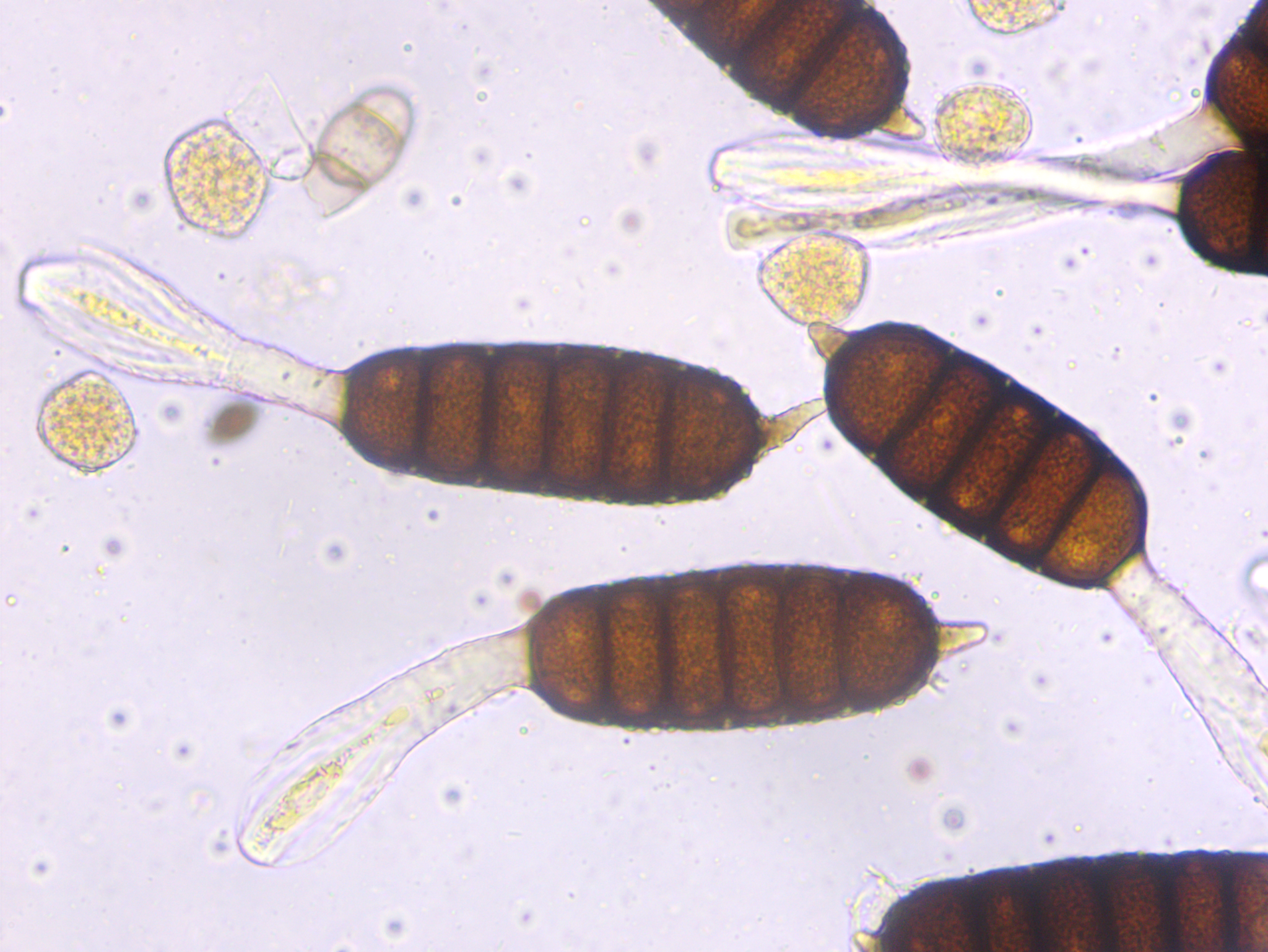
Apiculus van papilbraamroest
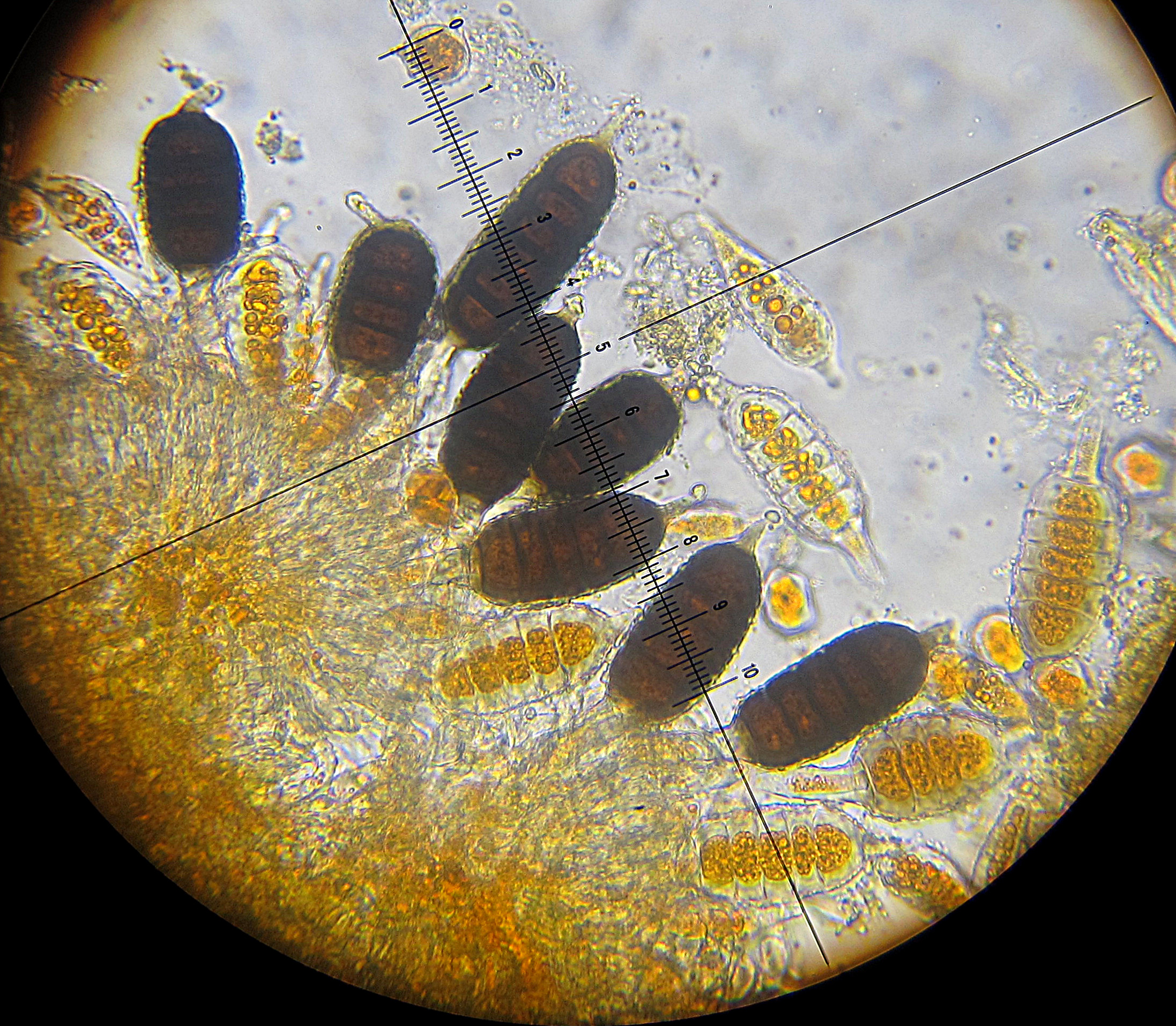
Apiculus van fijnwrattige papilroosroest
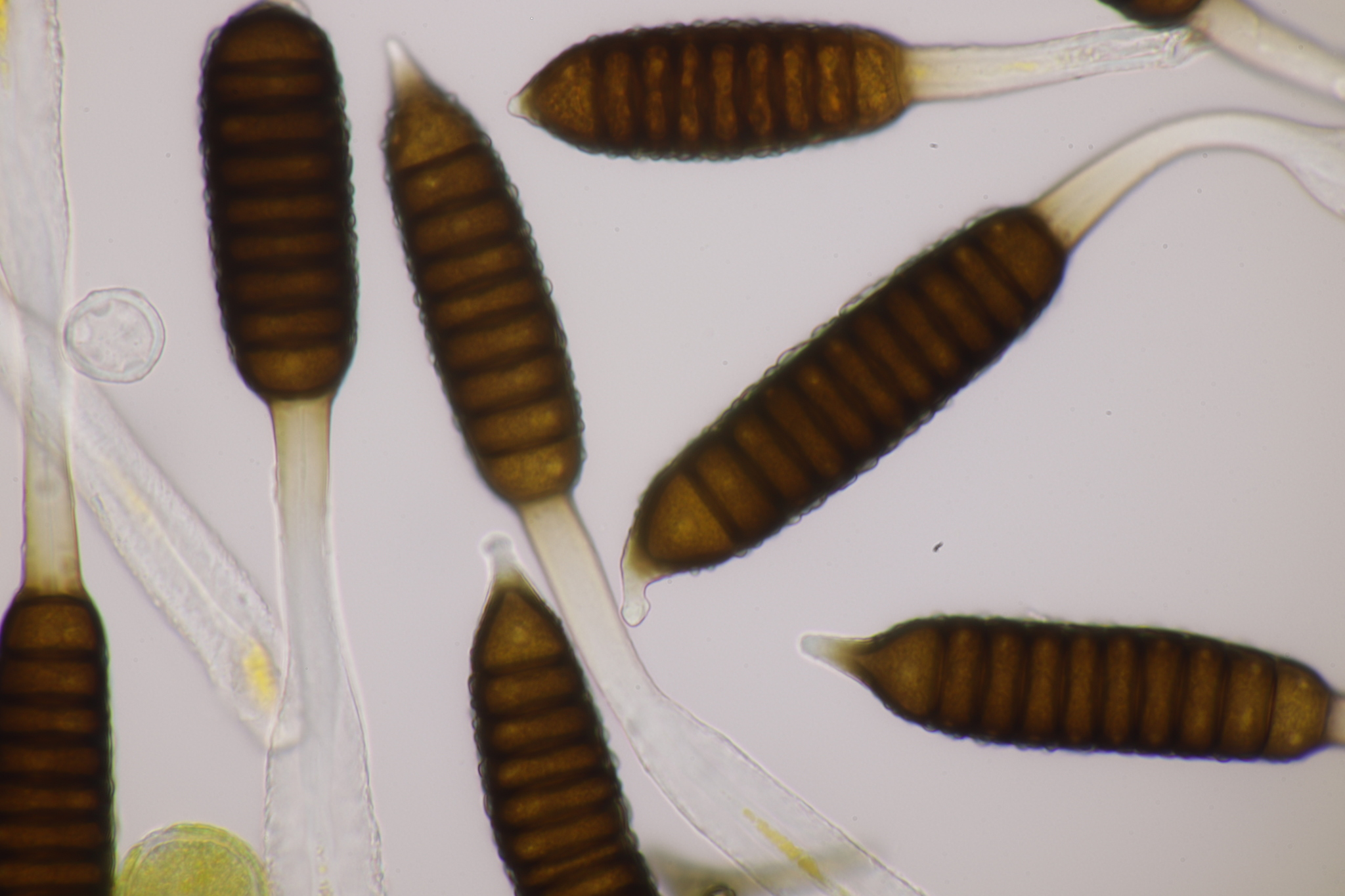
Apiculus van veelcellige alpenroosroest
Basidiospore met apiculus